# ママベリカ

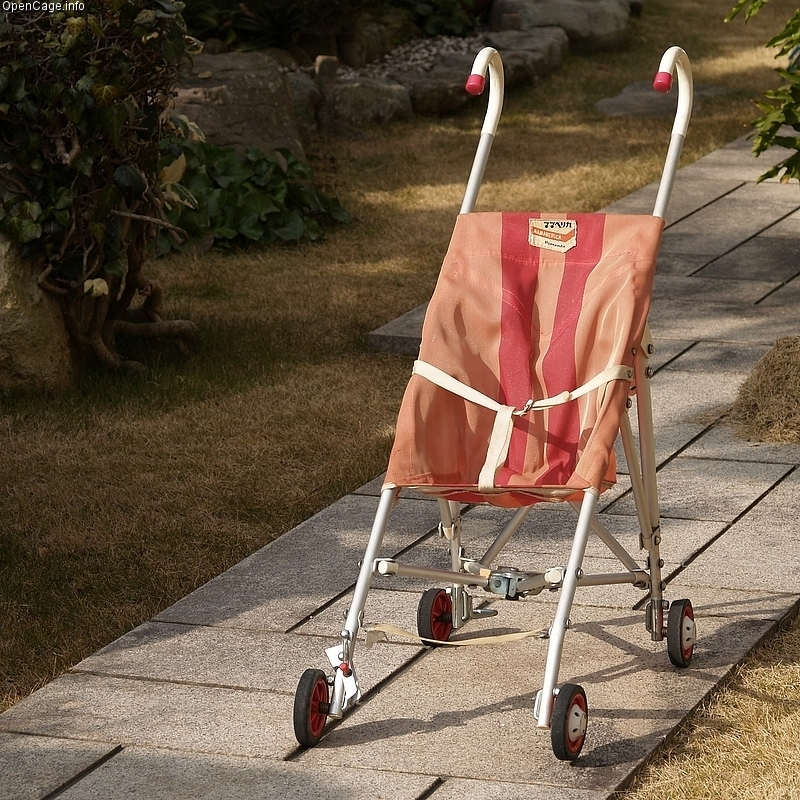
ママベリカを広げたところ

ママベリカは、任天堂が昭和40年代に販売していたB型ベビーカー。アルマイト処理をしたアルミのフレームを使い非常に軽量な造りのものである。当時の価格は8900円。
当時の任天堂は、花札やトランプを製造する京都の小さな一企業であった。このような娯楽品は、不景気になった際真っ先に切り詰められてしまうものである。そこで任天堂は玩具を作りつつ、安定して利益を得ることが出来る実用品の販売を始めた。そのうちの一つがこのベビーカーである。
しかし、部材が折れるなどのクレームが寄せられ、問屋や販売店から回収する事態となった。各業界にはすでにノウハウと信頼性のある会社が多数おり、新規参入の任天堂が入り込めるものではなかった。実用品への展開は失敗に終わり、多額の資金を投入していた任天堂は危機に陥った（当時の社長だった山内博も、「この時ばかりは金の心配をした」と述懐している）。そして任天堂は再び娯楽業に専念、「これまでとまったく違う市場を創造しなければ成功することは出来ない」と悟り、後々のゲーム&ウオッチの成功につながっていく。